# Jahrgang (Wein)
Ein Wein-Jahrgang ist die Gesamtheit aller Weine eines Vegetationszyklus, dessen Reifeperiode in das entsprechende Weinwirtschaftsjahr fällt. Dabei ist es unerheblich, ob der Wein auch unter Angabe dieses Jahrgangs abgefüllt wird oder nicht. Auch für Weinbaugebiete, in denen der Großteil der Produktion ohne Jahrgangsangabe vermarktet wird, wie beispielsweise Champagner oder Portwein, sind Aussagen über die Qualität der Jahresproduktion sinnvoll.
Die genaue kalendarische Definition dient der genauen Zuordnung nach Neujahr gelesener Weine, wie mancher Eisweine. Auf der Südhalbkugel erzeugte Weine haben entsprechend ein halbes Jahr „Vorsprung“ vor denen der Nordhalbkugel.
Die meisten Weine sind Jahrgangsweine, d. h. das Traubengut, aus dem sie hergestellt wurden, stammt aus einem einzigen Vegetationszyklus. Dabei ist allerdings anzumerken, dass in vielen Regionen ein geringer Zusatz von Wein eines anderen als des angegebenen Jahrgangs zulässig ist, ohne dass dies auf dem Etikett vermerkt werden muss. Der Jahrgang darf nur auf dem Weinetikett deklariert werden, wenn mindestens 85 % des Weins aus diesem Jahr stammen.
Der älteste dokumentierte Jahrgang ist ein Falerner aus dem Jahr 121 v. Chr.

## Jahrgangslose Weine
Die Nennung des Jahrgangs auf dem Weinetikett ist in der EU nur bei Qualitäts- und Landweinen zulässig und zudem eine fakultative Angabe. Bei Tafelweinen ist die Jahrgangsangabe jedoch weinrechtlich nicht erlaubt. Bei Markenweinen im unteren Preissegment wird in der Regel auf die Nennung eines Jahrgangs verzichtet, um dem Konsumenten ein relativ konstantes Produkt ohne Jahrgangsdifferenzen zu suggerieren.
Es gibt aber auch jahrgangslose Weine hoher Qualität: Sherry, Portweine der Qualitäten Tawny, Old Tawny und Vintage Character sowie Qualitäts-Schaumweine. Der Sherry wird nach dem homogenisierenden Solera-Verfahren hergestellt, in dem während der Reifung fortlaufend Weine verschiedener Ernten verschnitten werden. Champagner und andere gute Schaumweine wie Crémants und Winzersekte werden zumeist durch Verschnitt von Weinen aus mehreren Jahren zu Cuvées gleich bleibender Art und Qualität zusammengestellt. Der Jahrgangs-Champagner stellt daher eine Ausnahme dar, obwohl in den letzten Jahren eine erhöhte Nachfrage nach Jahrgangs-Sekten und -Champagner festzustellen ist.
Auch wenn der Jahrgang im Qualitätsweinbau nach wie vor entscheidend und wertbestimmend ist, sind die Jahrgangsdivergenzen für einen Großteil der Weinproduktion geringer geworden. Die Weinqualität kann heute durch Pflanzenschutz, Qualitätsmanagement und moderne Kellertechnik ebenso stark beeinflusst werden, wie durch die Kontingenz des Wetters.

## Jahrgänge im engeren Sinne
Im engeren Sinne ist ein Weinjahrgang die Gesamtheit aller unter Angabe des entsprechenden Jahres vermarkteten Weine eines Landes, einer Region oder auch nur eines Weingutes. Da dies für nahezu alle hochwertigen Weine zutrifft, konzentriert sich die Aufmerksamkeit der Fachwelt auf die Jahrgänge in diesem Sinne.
Typischerweise bringen die meisten Rebsorten die besten Weine in den Regionen hervor, in denen sie nur unter Schwierigkeiten zur Reife gelangen. Der Witterungsverlauf der jeweiligen Vegetationsperiode spielt hierbei die entscheidende Rolle, und die Unterschiede im Endprodukt sind enorm – viel größer als bei den meisten anderen Agrarprodukten. Gerade darin, dass Qualitätsweine keine standardisierbaren Massenprodukte und Weinjahrgänge nicht reproduzierbar sind, liegt jedoch ihr Reiz für den Kenner. Dazu kommt, dass auch die spätere Reifung in der Flasche stark jahrgangsabhängig und nur bedingt prognostizierbar ist. Die Jahrgänge der Spitzenweine beschäftigen die Fachwelt über Jahrzehnte. Sogenannte Vertikalproben ein und desselben Weines dienen hierbei der Urteilsbildung.

## Der Einfluss des Witterungsverlaufs
Neben der Arbeit des Winzers bestimmt der Witterungsverlauf, inwieweit der Wein eines Jahrgangs das der Rebsorte und Lage innewohnende Potenzial ausschöpfen kann. Folgende Faktoren sind dabei wichtig:
- Früher Austrieb ohne Schäden durch Spätfröste, damit die Vegetationsperiode möglichst lang wird
- Frühe Blüte ohne Störung durch übermäßige Niederschläge, sonst kommt es zu ungleichmäßiger Reifung der Beeren an ein und derselben Traube
- Hohe Sonneneinstrahlung ohne extreme Hitze
- Gelegentliche Niederschläge, denn zu große Trockenheit kann die Entwicklung der Aromen blockieren
- Stabiles trockenes Wetter zur Lese, da andernfalls Regen die Beeren aufquellen lässt und Fäulnis droht

Ein später Lesezeitpunkt ist hingegen kein Garant für eine hohe Qualität des Jahrgangs. Als Faustregel gilt, dass zwischen Blüte und Lese 100 Tage liegen.
Die Bedeutung der vorgenannten Faktoren variiert je nach Klimazone. Im kühleren Klima der nördlicheren Anbaugebiete Deutschlands ist ein warmer Sommer entscheidend, im Süden und Südwesten Frankreichs sind hingegen keine überdurchschnittlich heißen Sommer nötig. Hier kommt es vielmehr auf einen trockenen Herbst an, damit die Ernte nicht noch im letzten Moment verregnet, wie 1994 in Bordeaux geschehen. 1996 brachte dagegen ein schönes Herbstwetter nach einem kühlen August einen Spitzenjahrgang hervor.

## Spitzenjahrgänge
Spitzenjahrgänge entstehen, wenn es der Witterungsverlauf den Reben ermöglicht, besonders ausdrucksstarke Weine hervorzubringen, die für das jeweilige Anbaugebiet mustergültig sind und überdurchschnittliches Reifepotenzial im Keller aufweisen.
Jahrgangstabellen, die eine vergleichende Bewertung aufeinander folgender Jahrgänge von Weinbauländern oder Weinbaugebieten vornehmen, sind sehr beliebt. Tabellen, die sich auf Länder beziehen, haben aber nur eine beschränkte Aussagekraft. Ihr Problem liegt darin, dass weit verstreute Anbaugebiete unterschiedliche klimatische Bedingungen haben, aber über alle zusammengefasst betrachteten Gebiete nivelliert werden muss.

### Deutschland
Als beste Riesling-Jahrgänge der jüngeren Zeit werden von Weinkritikern 2009, 2007, 2005, 2001 und 1999 betrachtet. Für Rotweine brachte der Jahrgang 2003 Weine mit besonderer Fülle und aromatischer Dichte hervor, während einige Rieslingweine zu säurearm ausfielen und manche Grau- und Weißburgunder zu gehaltvoll. 
Der Jahrgang 2006 brachte mit einem feuchten Herbst eine geringe Erntemenge und zahlreiche mittlere bis gute Qualitäten hervor. Die Resultate waren wetterabhängig und in den deutschen Weinbaugebieten sehr verschieden. So konnten an der Ahr überdurchschnittliche Qualitäten beim Spätburgunder erbracht werden. Auch in den anderen deutschen Weingebieten konnten sich die Großen und Ersten Gewächse des VDP durch eine aufwendigere Weinbergspflege vom allgemeinen Trend positiv abheben. 
2007 war ein Spitzenjahrgang für weiß und rot mit hochreifen Burgunderweinen und sortentypischen, komplexen Rieslingen.
Die Rotweine sind tanninreich und weisen eine gute Langlebigkeit auf. 2008 brachte schlanke, elegante Weißweine mit relativ niedrigem Alkoholgehalt hervor. 2009 zeigte im Gebietsdurchschnitt bei Weißweinen eine hohe Reife und ausgewogene Säure. 2010 fielen die Erträge niedrig aus bei hoher Säure. 
Als beste Jahrgänge des 20. Jahrhunderts gelten in Deutschland 1911, 1921, 1945, 1959, 
1971 und 1975.

### Frankreich

#### Bordeaux

##### 2006
Der aktuelle Bordeaux-Jahrgang zeigt den Einfluss moderner Kellertechnik auf die Jahrgänge. Grand-Cru-Weine werden immer wetterunabhängiger. Dort führt u. a. eine strenge Selektion der Trauben bei fallenden Erzeugermengen auch dann zu sehr hohen Ergebnissen, wenn wie 2006 ein Jahr klimatisch nicht optimal verläuft. Kleinere Weingüter dagegen zeigen sich sehr viel wetterabhängiger und fallen in den Ergebnissen und in den Bewertungen der Weinkritiker gegenüber 2005 ab. Die Bewertungen von Parker zu 2006 liegen denn bei den Grand Cru auch nur wenig unter dem des Vorjahrgangs, obwohl viele Kritiker den Jahrgang 2006 ähnlich wie den durchwachsenen 2004 einschätzen. 
Mit dem aktuellen Jahrgang setzt sich bei den großen Weinen eine neue Preispolitik durch. Viele Güter haben zu Preisen verkauft, die analog zu den Bewertungen nur geringe Abschläge zu dem sehr viel höher eingeschätzten Jahrgang 2005 vorsehen. 

##### 2005
Die bordelaiser Weinwelt wartete mit Argusaugen auf die ersten größeren Verkostungsberichte zum aktuell cuvierten Wein von 2005, der ganz groß zu werden verspricht: in vielen Gegenden von Bordeaux hat einfach alles gepasst bei den Witterungsbedingungen. Der sehr erfahrene deutsche Weinhändler Lobenberg vergab dem Bordeaux-Jahrgang 2005 noch nie dagewesene 99 Punkte. Die Subskription des 2005er verspricht ein heißes Rennen um die begehrtesten Weine zu werden. Jedoch werden auch äußerst hartnäckige Preisansagen erwartet; Fachleute schätzen die Kurs-Erwartungen bei den Premier Cru-Weinen auf über 300 Euro per Flasche. Noch weiter anziehen könnte das Preisniveau, wenn der "Weinpapst" Robert Parker einzelnen Weinen die Chance einräumen wird, später perfekt zu sein, mit der Ansage einer Spanne herauf bis zu vollen 100 Parker-Punkten.

##### Gute Weine von 1988 bis 2003
Im Médoc schält sich allmählich der 2000er als bester jüngerer Jahrgang heraus. Gut sind auch der 1996er und 1995er. Als große Jahrgänge können 1990 und 1989 gelten. Der 1988er ist schwieriger einzuschätzen. Er ist zweifellos besonders langlebig und wirkt stets vergleichsweise jung. In Saint-Émilion und Pomerol sind 1998 und 1995 höher einzustufen als 2000 und 2001. Davor ragen 1989 und 1990 heraus. In Sauternes steht wohl 2001 an der Spitze, aber auch 2003 und 1996 sind hervorragend. Grandios ist die Trilogie 1988, 1989 und 1990.

##### „Kleinere“ und „mittlere“ Jahrgänge 1984 bis 2004
Die Weine des Jahres 2004 gelten als relativ schwach. Der heiße und trockene Sommer 2003 hat sehr konzentrierte, aber untypische Weine hervorgebracht, deren weitere Entwicklung abzuwarten ist. 2002 war ein Jahrgang des Cabernet Sauvignon, der von einem schönen Nachsommer profitierte. Daher ist er im Médoc recht gut, in Saint-Émilion und Pomerol aber nur mäßig ausgefallen. Beim 1999er verhält es sich umgekehrt. Den oft großen 1998ern auf dem „Rechten Ufer“ (Pomerol und Saint-Émilion) stehen recht tanninstramme Weine auf dem „linken Ufer“ (Medoc) gegenüber, die lange werden reifen müssen. Der ordentliche Jahrgang 1997 ist nunmehr schon reif, wenn auch kein großer Jahrgang. 1994 ist etwas kritisch und sehr durchwachsen; hier zeigen sich große Unterschiede zwischen den Appellationen und auch einzelnen Weingütern; eine Enzyklopädie kann hier kaum Rat geben. Die Weine des Jahres 1993 sind recht ähnlich dem 1997er Jahr, wenn auch weiter in der Entwicklung. Kleinere Weine aus 93 bauen bereits leicht ab, wenn sie auch nicht sofort getrunken werden müssen. Ähnliches gilt auch für 1992, dessen Weine straffer sind als im Folgejahr. 1991 wird sehr oft vollkommen falsch eingeschätzt und unterbewertet; dieses Jahr war durchaus gut geworden bei den hochwertig arbeitenden Weingütern, steht aber komplett im Schatten des Vorgängerjahres 1990. Mittlerweile sind Grand Crus aus 1991 oft ein positiv überraschendes Erlebnis. Vor dem "Trilogie-Startjahr" 1988 sind die Jahrgänge 1987 und 1984 zumeist als Ausfälle gewertet; nichts Großes ist aus diesen Jahren bekanntgeworden. Jedoch ist nicht auszuschließen, dass es von den hochklassigen Gütern noch interessanten Wein aus 1987 gibt.

##### Ältere große Jahrgänge
Unter den älteren Jahrgängen steht neben den immer noch sehr tanninreichen und oft noch reifen müssenden Weinen aus 1986 vor allem der 1982er Wein in hohen Ehren, auch aufgrund der Promotion, die der Weinkritiker Robert Parker ihm zugutekommen ließ. Nicht zu verachten sind die Nachbarjahre 1981 und 1983, auch der 1985er steht oft zu Unrecht im Schatten der berühmten 82er und 86er. Zu dem exzellenten Jahrgang 1975 gilt ungefähr das Gleiche wie zu 1986, dass manch richtig großer Wein aus der Grand-Cru-Liga seine Reifung auch nach über 30 Jahren noch nicht beendet zu haben scheint und Abwarten verlangt. Weine aus den ehedem grandiosen Jahren 1961, 1959, 1955, 1947 und insbesondere 1945 sind mittlerweile ein gewisses Glücksspiel um nicht selten sehr viel Geld geworden. Denn sowohl die einwandfreie, unbewegte Lagerung aus kühlem, feuchtem Keller als auch der Füllstand, als auch leider die Originalität bei den eminent teuer gewordenen Ultra-Weinen jener Jahre sind mittlerweile sehr erhebliche Risikofaktoren geworden. Unter den Liebhabern uralter Weine genießen noch weitere Jahrgänge, wie die 1928er und 1929er, und das legendäre Jahrgangspaar 1899 und 1900 tiefe Verehrung.
Ein Spiel fast jenseits der Wirklichkeit sind noch die Versuche, renommiert gute, trinkbare Weine aus hervorragenden Jahren vor der Reblaus-Katastrophe aufzutreiben, im Bordelais die Weine vor 1875, von denen die alten Väter bedauernd sagten, niemals mehr werde es ohne die originalen Wurzeln nun noch solche grandiosen Weine geben können. Für die damaligen Spitzengewächse z. B. eines 1870er Château Lafite-Rothschild werden gelegentlich fünfstellige Preise ausgerufen.

##### Generelle Einschätzungen
Unter Weinliebhabern der Bordelaiser Weine gibt es zur „Jahrgangs-Frage“ zwei nahezu diametral entgegengesetzte Meinungen. Die eine Fraktion schwört zunächst unabhängig von den Jahrgängen auf ihre Lieblingsweingüter, vor allem im teuren Grand-Cru-Bereich der Deuxièmes und Premiers Crus. Die Anhänger dieser Fraktion sind bereit, gestaffelt nach Jahrgangsqualitäten hohe Preise zu zahlen. Sie werden von anderen Weinkennern auch abfällig als „Etikettentrinker“ betitelt.
Die andere Fraktion schielt mehr nach den wirklich guten Jahren. Um preiswerter an guten Wein zu kommen, werden von ihnen anstelle der ganz großen Namen eher die Weine „kleinerer“ Güter aus prachtvollen Jahrgängen bevorzugt. Behauptet wird in dieser Fraktion, man trinke lieber Wein eines kleineren Gutes aus exzellentem Jahr als die subjektiv überteuert erscheinenden Weine der „großen“ Namen aus nur mäßigen Jahren.
Wenn man sich auf die Arbeitsweise und das oft wiedererkennbare Geschmacksprofil einzelner Weingüter einstellt, so kann man erstaunliche Beobachtungen machen, die oft an der Rebsorten-Zusammensetzung liegen: Ein Premier-Cru-Gut wie Mouton ist in exzellenten Jahren befähigt, phantastische Weine herzustellen und zu stolzen Preisen zu vermarkten. In schwächeren Jahren fällt die Qualität speziell bei diesem Gut deutlich ab, was teils an der Nicht-Verwendung sehr würziger, jedoch spätreifender Rebsorten wie Cabernet Franc liegt. Der Wein ist dann zwar deutlich preiswerter, aber es gibt Kenner, die mit gewissem Recht behaupten, er sei dennoch nicht preiswert genug, um den Qualitätsabfall zu kompensieren.
Sehr viele Weingüter variieren mit den Mengenverhältnissen zwischen Großem Wein und dem Zweitwein: in schwächeren Jahren wird dennoch ein hervorragender Erstwein gefertigt, wenn auch nur in kleinen Mengen aus den allerbesten Partien. Die großen Mengen gehen dann alternativ eben in den Zweitwein. So hält es z. B. das Château Léoville-las-Cases.
Im extremen Fall gibt es Weingüter, die in schlechten Jahrgängen komplett darauf verzichten, Wein dieses Jahres überhaupt unter ihrem Namen in den Handel zu bringen. Entweder werden die Trauben zu vergleichsweise niedrigen Preisen an Großhändler verkauft, die damit andere Weinpartien aufbessern, oder es wird zwar Wein gekeltert, dieser jedoch unter einem anderen, preiswerteren Markennamen in Verkehr gebracht, unter Meidung der Namensverwendung des Großen Weines, des „Grand Vin“. Das Sauternes-Weingut Château d’Yquem zählt hierzu, und einige der „Garagen“-Weingüter von Pomerol und Saint-Émilion, z. B. Le Pin. Aus nicht genügend süßen Trauben wird auf Yquem dann anstelle des Süßweines alternativ der hochklassige trockene Weißwein „Y“ (sprich: Igrek) gefertigt.

#### Burgund
Die Rotweine der Côte de Beaune und Côte de Nuits fielen 2009, 2005, 1999 und 1990 überragend aus. Hervorragend sind aber auch 2002, 1996, 1995 und 1993 sowie 1989 und 1985. Die Qualität der Weißweine ist nicht unbedingt identisch, hier bilden 2007, 2004, 1996, 1992 und 1989 die Spitze. Der Jahrgang 2005 gilt als ähnlich wertvoll wie dasselbe Jahr im Bordeaux.

#### Rhône
Für die Syrah-Weine von Côte-Rôtie und Hermitage im Norden des Rhônetals gelten 2009, 1999 und 1990 als beste Jahrgänge, gefolgt von 1995 und 1989 sowie 2003. In Châteauneuf-du-Pape und den übrigen südlichen Appellationen ist 1998 exemplarisch ausgefallen, aber auch 2001, 2000 und 1995 sind sehr gut. 1990 und 1989 waren wie fast überall in Frankreich auch hier hervorragend. Unter den jüngeren Jahrgängen gilt 2010 und 2007 als groß, unter den älteren 1981 und 1978.

### Spanien

#### Rioja
Im spanischen Weinbaugebiet Rioja werden die Jahrgänge von der Regulierungsbehörde offiziell nach ihrer Qualität klassifiziert, ein für den Weinliebhaber sehr praktisches Verfahren. Es gibt fünf Qualitätsstufen:
Unterdurchschnittlich – Durchschnittlich – Gut – Sehr Gut – Ausgezeichnet
Jahrgänge mit dem Prädikat „Ausgezeichnet“ waren in der jüngeren Vergangenheit die Jahre 2011, 2010, 2004, 2001, 1995, 1994. Diese Weine sind ohne weiteres schon bzw. noch im Handel erhältlich.
Der 1994 wurde seinerzeit als „Jahrhundertjahrgang“ gepriesen, wurde dann aber zur Überraschung der Weinwelt unmittelbar vom ebenso guten 1995 gefolgt. Trotz der gleichen Einstufung unterscheiden sich die Weine der beiden Jahrgänge jedoch deutlich im Charakter. Während der 1994er eher kantig wirkt und daher von einer längeren Lagerung profitieren sollte, ist der 1995er insgesamt schon jetzt gefälliger und als ohne weiteres trinkreif zu bezeichnen (diese Aussagen beziehen sich vornehmlich auf Gran Reservas).